# Haus Rutenborn

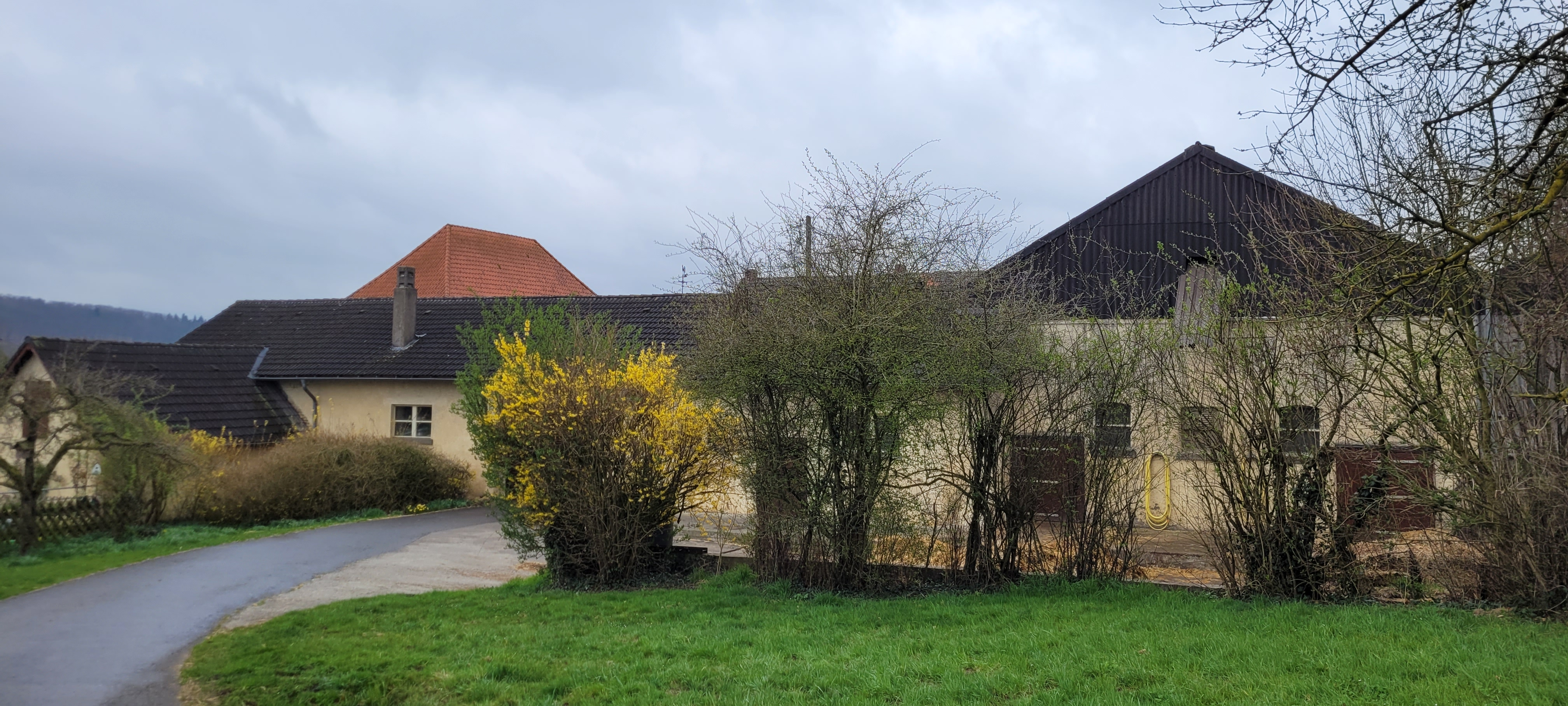
Außenansicht des Hauses Rutenborn

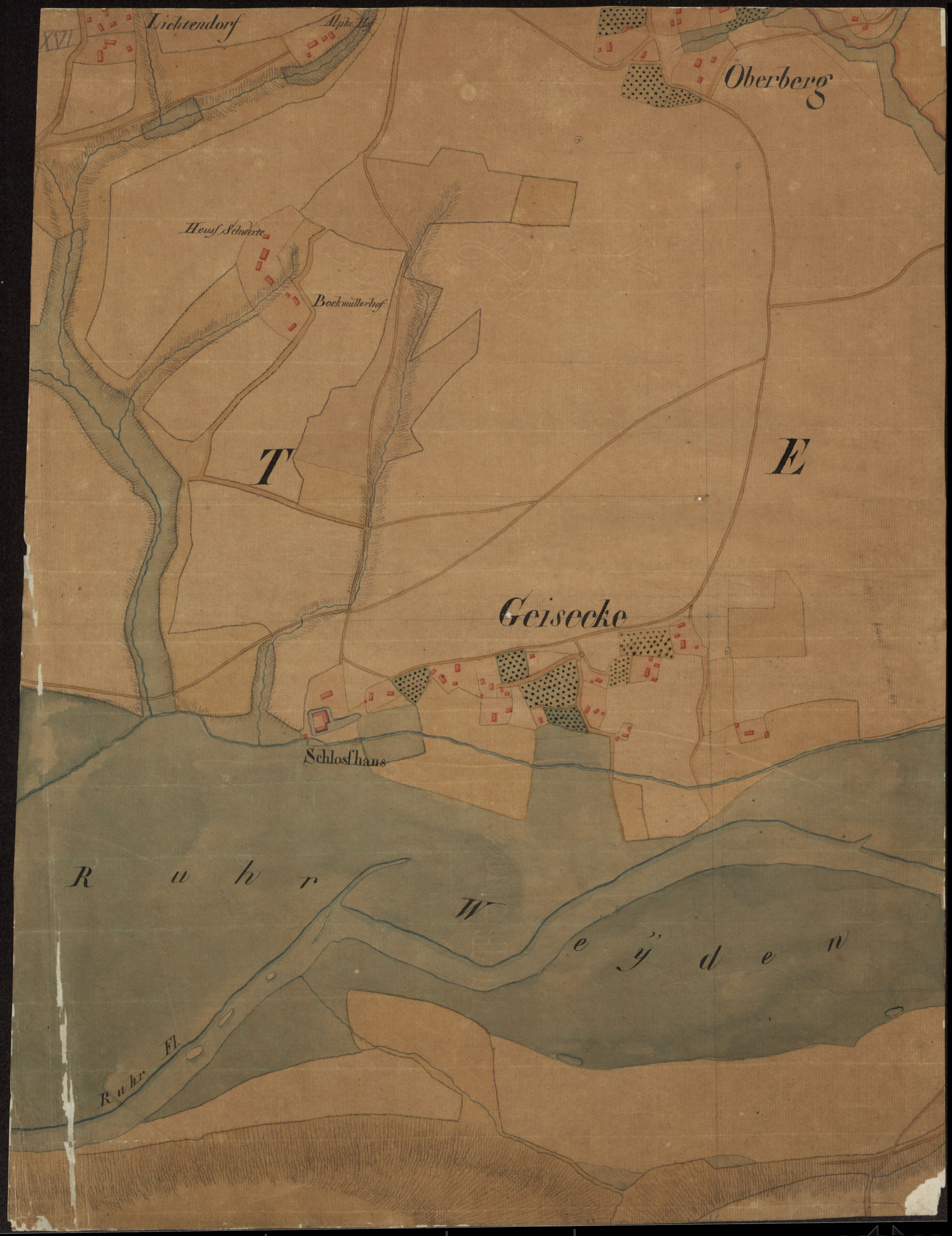
Geisecke und Haus Rutenborn auf der Niemeyerschen Karte, 1790

Haus Rutenborn, auch bekannt als Haus Rudenbüren, ist ein Herrenhaus und ehemaliges Rittergut im Schwerter Ortsteil Geisecke. Es wird vermutet, dass die Ursprünge des Hauses bis ins 14. Jahrhundert zurückreichen, als es von den Herren von Rudenbüren erbaut wurde. Das Adelsgeschlecht der Rudenbüren wird bis ins frühe 13. Jahrhundert nachgewiesen, was die Möglichkeit nahelegt, dass bereits vor dem Bau des heutigen Herrenhauses ein Vorgängerbau auf dem Gelände stand.

## Geschichte
Haus Rutenborn hat im Laufe der Jahrhunderte mehrere Besitzer gewechselt. Nachdem es ursprünglich den Herren von Rudenbüren gehört hatte, ging es im 16. Jahrhundert in den Besitz der Familie Lappe über. Später war es auch im Besitz der Herren von Dellwig. In den folgenden Jahrhunderten gab es noch mehrere Besitzerwechsel. Heute befindet sich das Anwesen in Privatbesitz und wird landwirtschaftlich genutzt.

## Nutzung und Besichtigung
Der Hof von Haus Rutenborn wird landwirtschaftlich betrieben. Das Herrenhaus und der umliegende Hof sind heute für die Öffentlichkeit zugänglich, allerdings ist eine Besichtigung nur nach vorheriger Anmeldung möglich. Zudem haben Fahrrad- und Wandergruppen die Möglichkeit, hier Rast zu machen. Es gibt jedoch keine gastronomischen Einrichtungen oder Unterkünfte auf dem Gelände. Eine Besichtigung des Gebäudes ist derzeit nur von außen möglich, und es gibt keine Informationen zu einer Nutzung des Gebäudes für standesamtliche Zeremonien oder religiöse Veranstaltungen wie Hochzeiten.

## Galerie

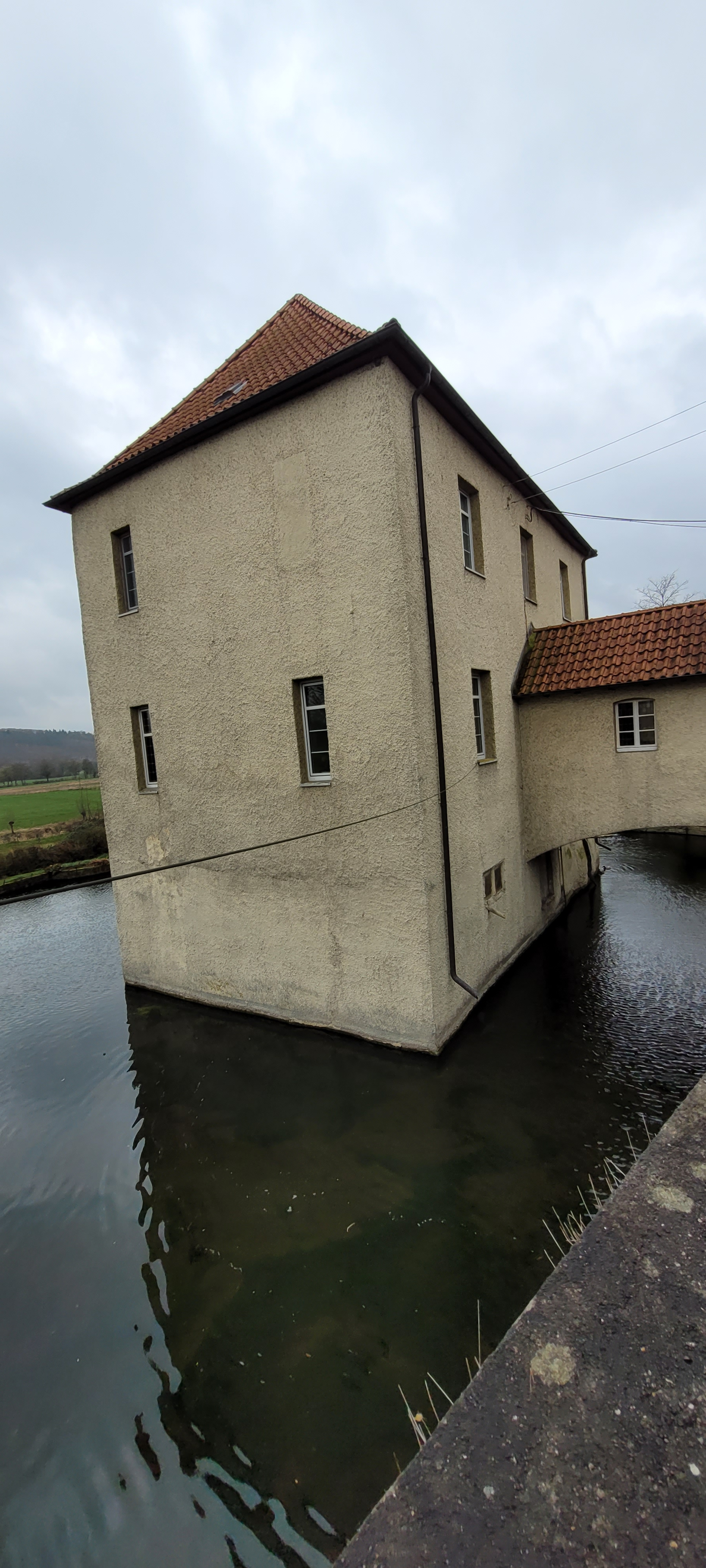
Herrenhaus
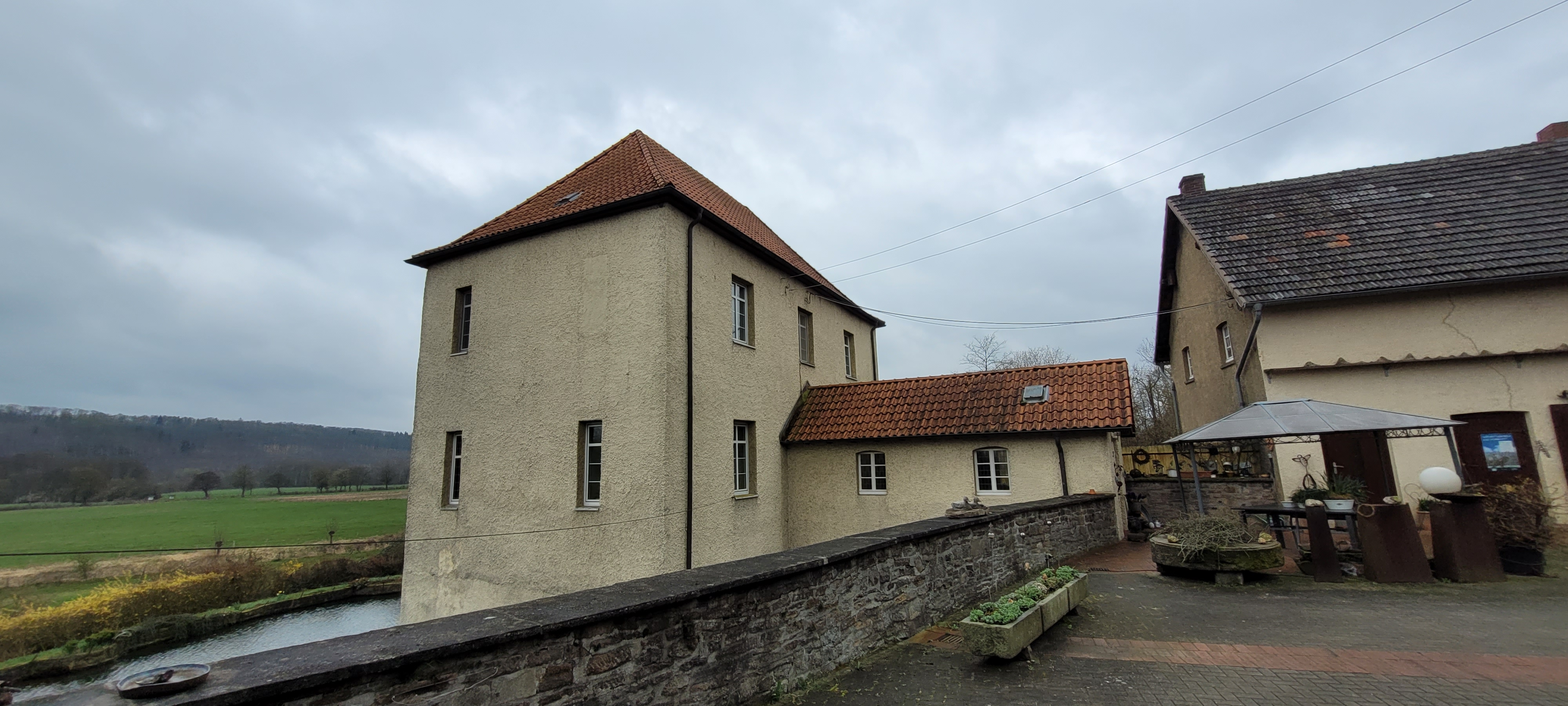
Innenhof
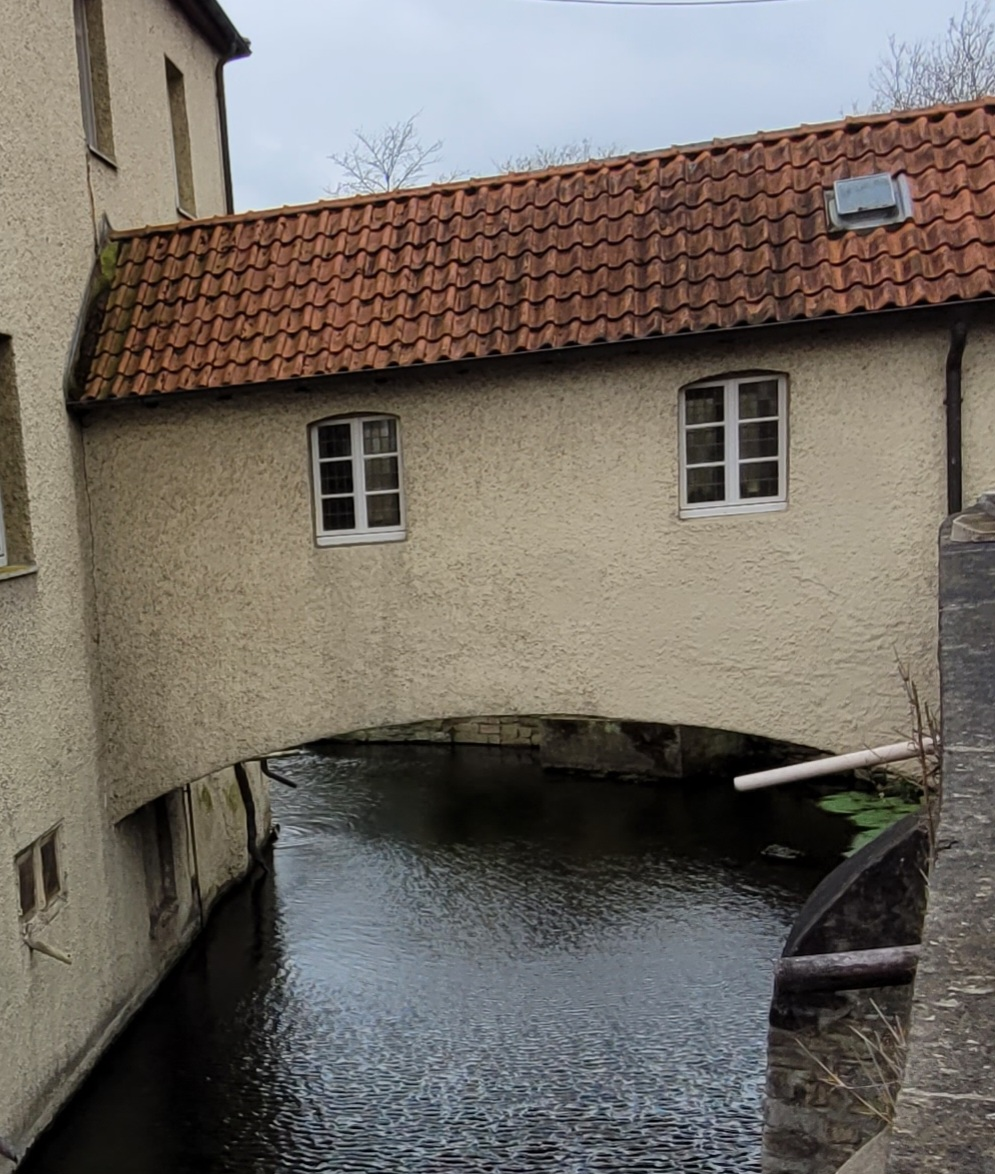
Brücke
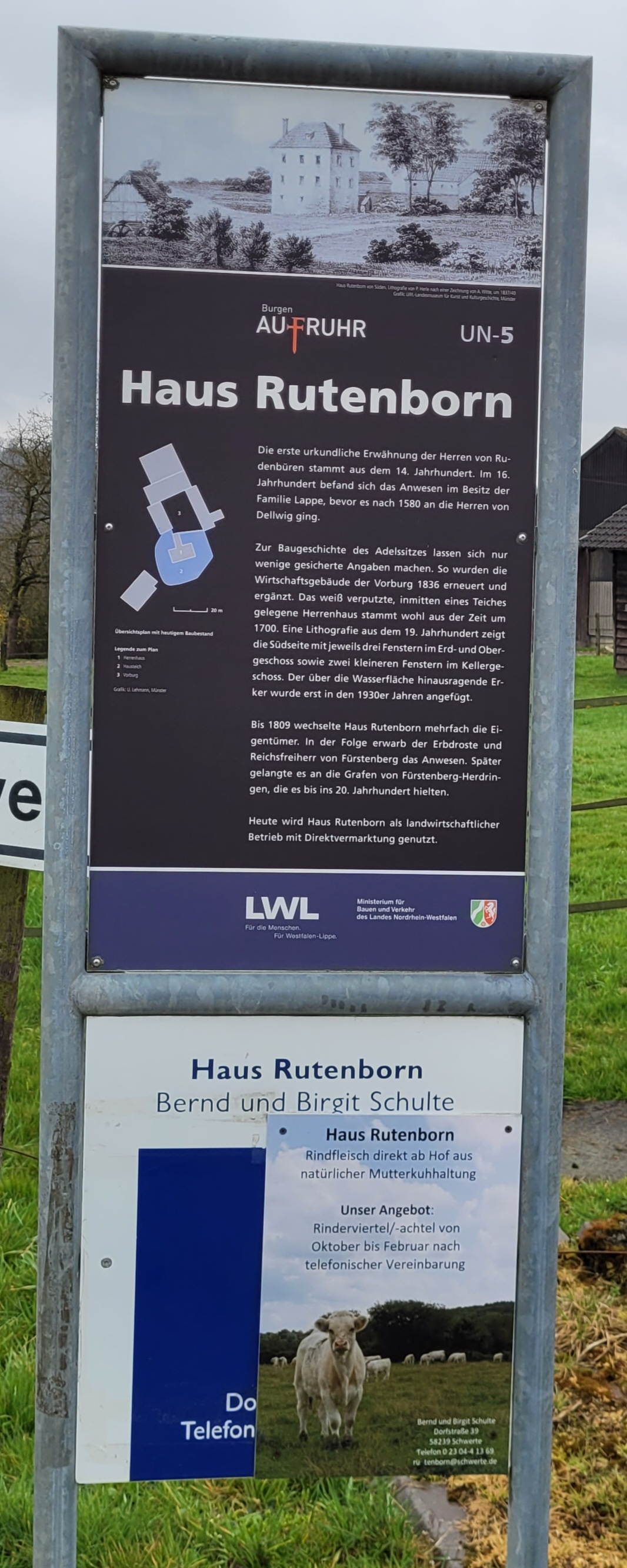
Infotafel